# Polismuseet

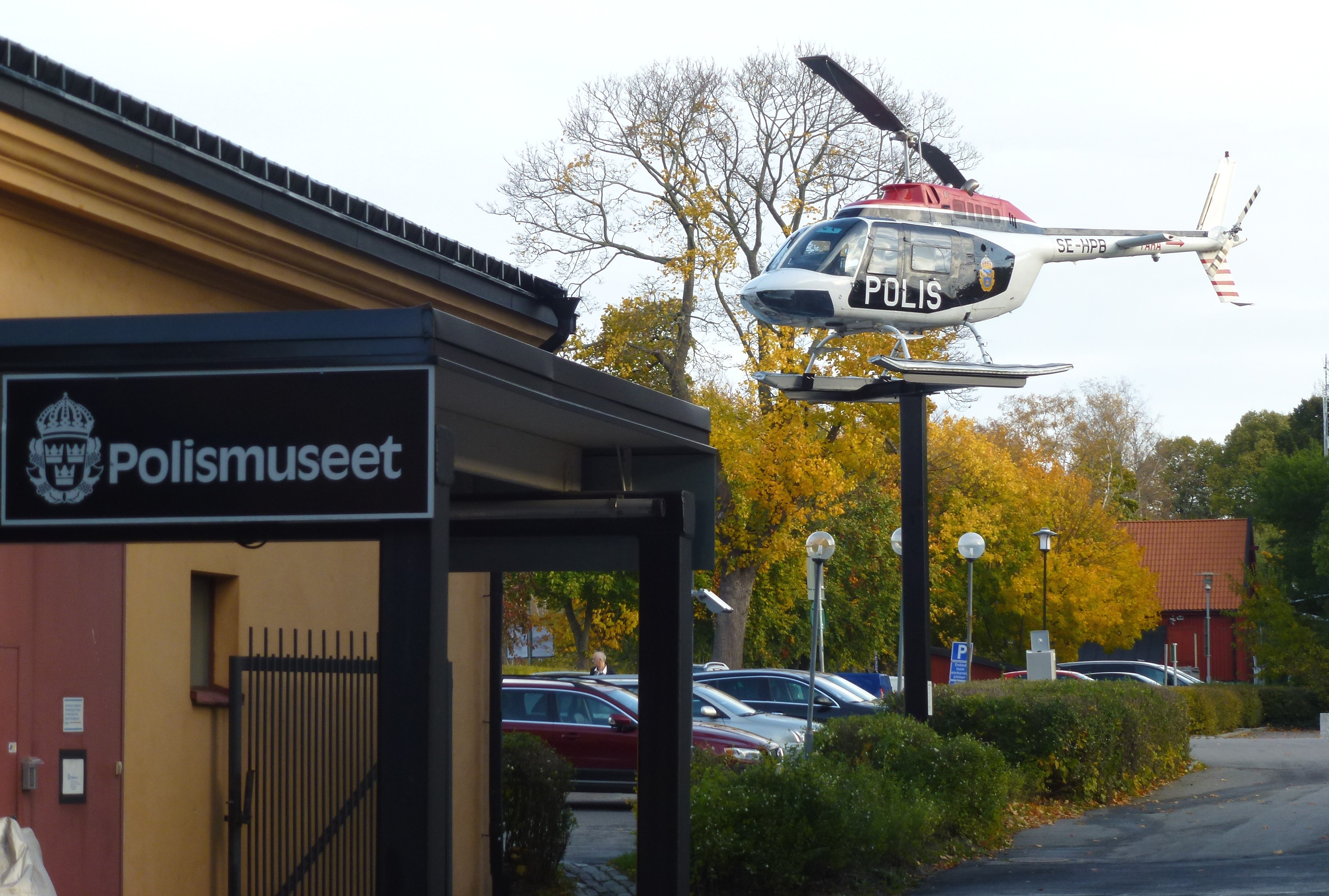
Polizeimuseum

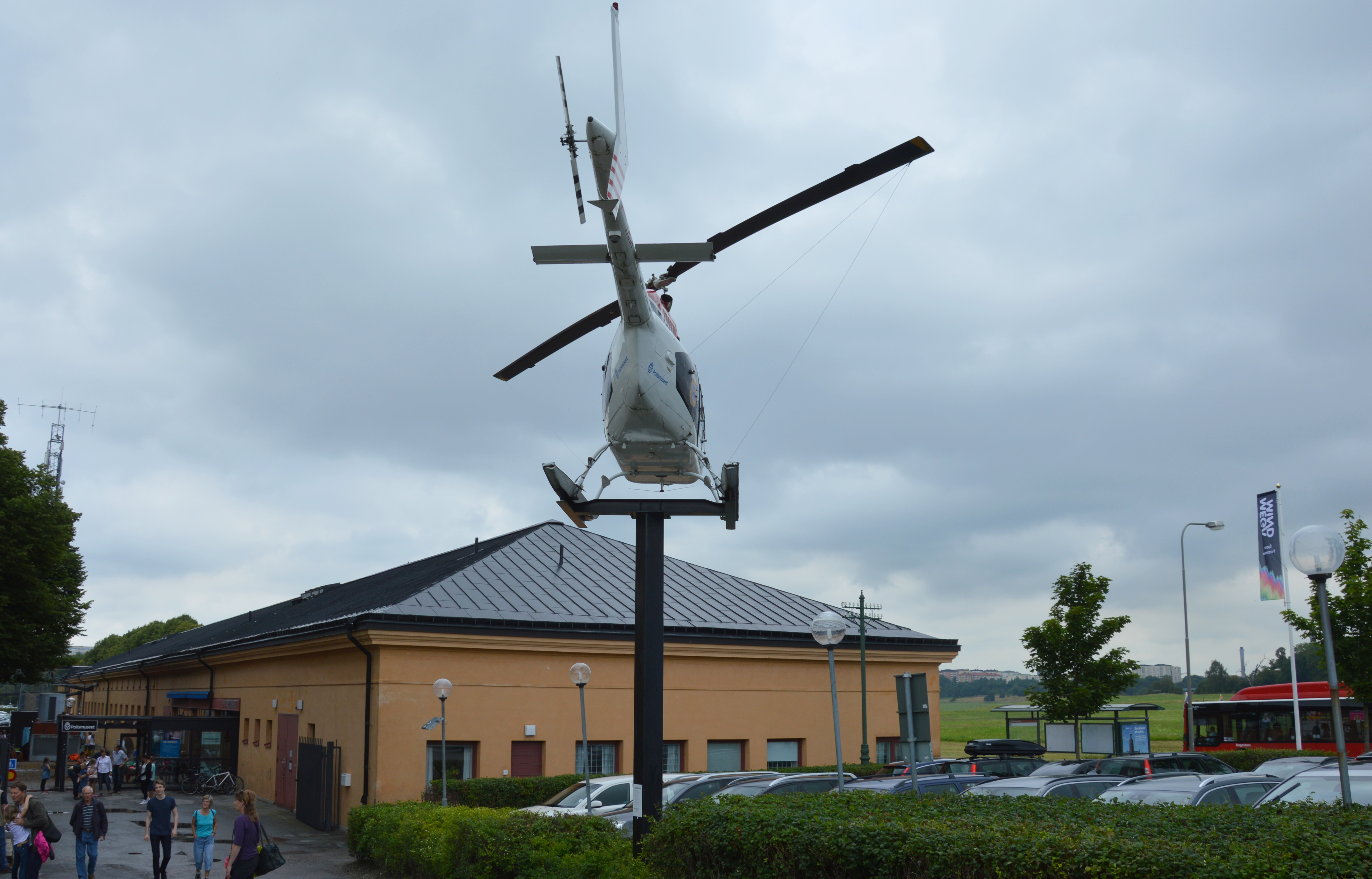
Blick von Südosten

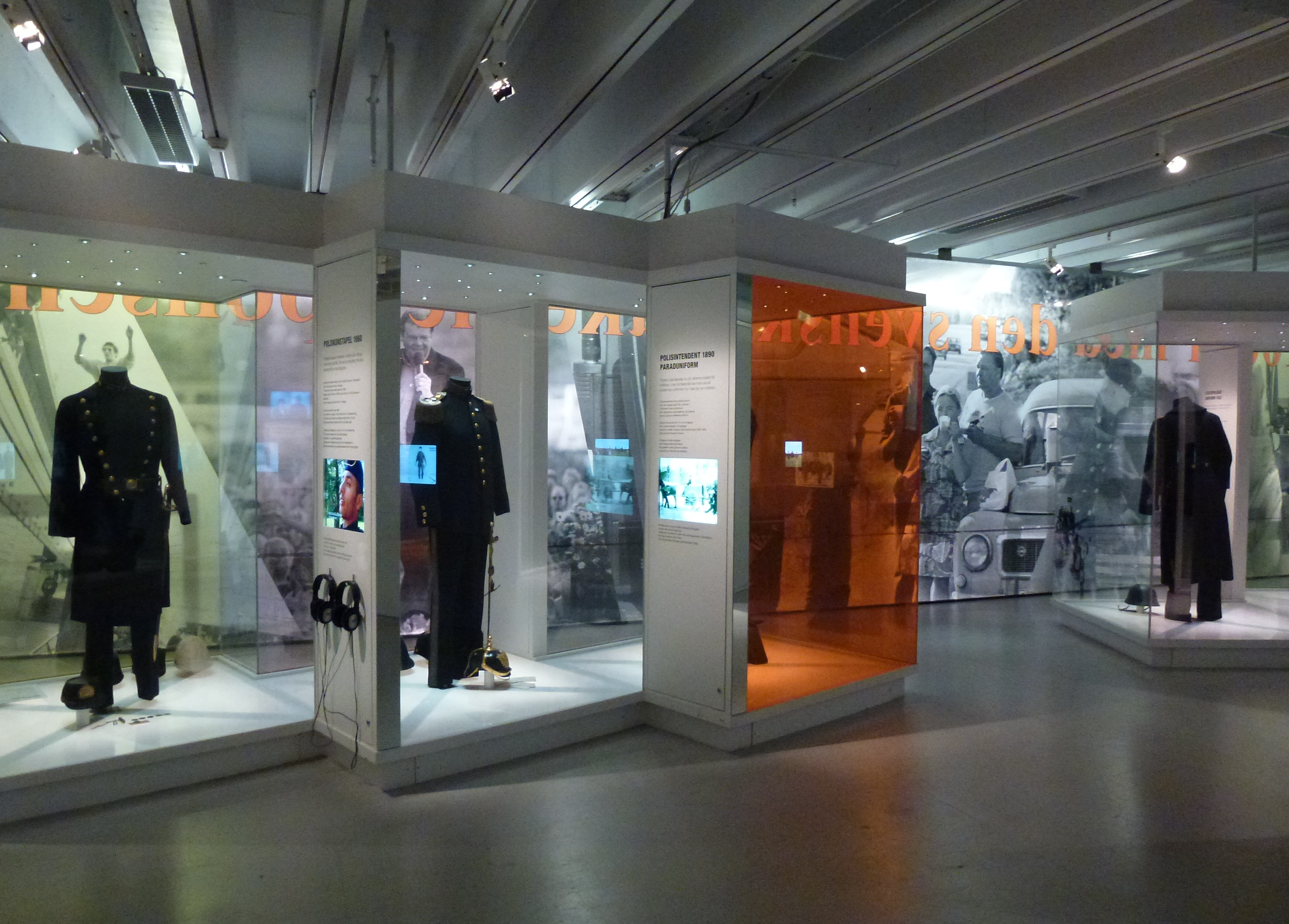
Uniformausstellung

Das Polismuseet (deutsch Polizeimuseum) ist ein Polizeimuseum in Stockholm.

## Lage
Es liegt im zur schwedischen Hauptstadt Stockholm gehörenden Stadtbezirk Östermalm an der Adresse Museivägen 7. In unmittelbarer Umgebung befinden sich das Ethnografische Museum, das Technische Museum, das Seehistorische Museum sowie das im gleichen Gebäude untergebrachte Nationale Sportmuseum.

## Einrichtung und Geschichte
Das Polizeimuseum besteht in seiner heutigen Form seit 2007 und ist Teil der schwedischen Polizei. Im Jahr 2009 wurde es für die Auszeichnungen Europäisches Museum des Jahres und Museum des Jahres in Schweden nominiert. 2014 wurden mehr als 58.000 Besucher gezählt.
Es beschäftigt sich mit der Geschichte der schwedischen Polizei. Die auf zwei Etagen angeordneten Ausstellungen zeigen Objekte des Polizeialltags vergangener Jahrzehnte. In einer Uniformausstellung werden die schwedischen Polizeiuniformen seit 1850 gezeigt, darunter die 1958 eingeführte erste Uniform für Polizistinnen. Es werden der Alltag vor der ab den 1930er Jahren erfolgten Einführung von Streifenwagen sowie die sich mit der Motorisierung und dem Einsatz der Funktechnik ergebenden Veränderungen dargestellt. Für die frühe Phase der Motorisierung stehen ein Volvo PV56 sowie ein Packard, Baujahr 1939. Darüber hinaus werden bekannte schwedische Kriminalfälle thematisiert.
Im Obergeschoss ist ein Tatort mit typischer Spurenlage aufgebaut. Ein weiterer Teil der Ausstellung befasst sich mit der Rolle der Polizei in einer demokratischen Gesellschaft. Ein weiterer Bereich ist speziell auf Kinder ausgerichtet. In den Sommermonaten ist ein Außenspielplatz geöffnet, in dem auch Grundregeln des Verkehrs thematisiert werden. Die Ausstellungen sind weitgehend in Schwedisch, vereinzelt in Englisch beschildert.
Südöstlich des Museums befindet sich ein Polizeihubschrauber.